# Bagdad–Baszra nagysebességű vasútvonal
A Bagdad–Baszra nagysebességű vasútvonal egy  nagysebességű vasútvonal Irakban Bagdad és Baszra között. A vonal teljes hossza 650 km, és érinti  Kerbela, Musayyib, Najaf, Szamáva városokat. A vonatok maximális sebessége 250 km/h. Jelenleg napi egy járat közlekedik a vonalon, mindkét irányba, dízelüzemben és alacsonyabb sebességgel, mint a tervezett.